# Synallaxe de Junin
Asthenes virgata
Espèce
Statut de conservation UICN

 LC  : Préoccupation mineure
Le Synallaxe de Junin (Asthenes virgata) est une espèce d'oiseaux de la famille des Furnariidae.

## Répartition
Cette espèce est endémique du Pérou.